# ساربسبورغ
ساربسبورغ (بالإنجليزية: Sarpsborg)‏ هي مدينة وبلدية في مقاطعة أوستفول، النرويج. المركز الإداري للبلدية هي مدينة ساربسبورغ.
ساربسبورغ هي جزء من خامس أكبر منطقة حضرية في النرويج عندما يقترن مع فريدريكشتاد المجاورة. اعتبارا من 1 يناير 2010، وفقاً لإحصاءات النرويج هذه البلديات لهما مجموع السكان البالغ 125797 مع 52،159 في ساربسبورغ و 73638 في فريدريكشتاد.

## توأمة
لساربسبورغ اتفاقيات توأمة مع كل من:
- بيت لحم
- بيرويك أبون تويد
- بلدية سودرتاليا

## أعلام
- أسبغورن هانسن
- الكسندرا إنجين
- بير هولم
- رولف هانسن
- رانهيلد آموت
- توماس ماير
- أول إيفرسن
- يورغن أندرسن
- أسبغورن هالفورسن